# 芒格 (伊利諾伊州杜佩奇縣)
芒格（英語：Munger）是位於美國伊利諾伊州杜佩奇縣的一個非建制地區。該地的面積和人口皆未知。

## 地理
芒格的座標為41°57′52″N 88°13′22″W / 41.96444°N 88.22278°W，而該地的平均海拔高度為232米（即761英尺）。